# جامعة الأمريكتين بويبلا
جامعة الأمريكتين بويبلا ، المعروفة باسم UDLAP ((بالإنجليزية: University of the Americas)‏)، هي جامعة مكسيكية خاصة تقع في سان أندريس تشولولا، بالقرب من بويبلا. ومن المعروف أن الجامعة لبرامجها في إدارة الأعمال الدولية، الفنون والعلوم الإنسانية، العلوم الاجتماعية، العلوم والهندسة، والأعمال والاقتصاد.

## تاريخ
تعتبر واحدة من أعرق الجامعات في أمريكا اللاتينية، حيث تم تصنيفها كأفضل جامعة خاصة وحرم جامعي واحد في المكسيك من قبل صحيفة El Universal ،  فضلاً عن كونها واحدة من الجامعات السبع الوحيدة في أمريكا اللاتينية معتمدة من الرابطة الجنوبية للكليات والمدارس. كان جامعة الأمريكتين بويبلا أيضًا ناجحًا جدًا في الرياضات الجماعية المكسيكية؛ فرقهم هي الأزتيك.

### الأربعينيات
تم تأسيس جامعة جامعة الأمريكتين بويبلا في عام 1940 من قبل الدكتور هنري إل كاين والدكتور بول في موراي. كان اسمها الأصلي كلية مكسيكو سيتي. عرضت المؤسسة في البداية درجات الزمالة في الآداب والعلوم. في عام 1946 أضافت إدارة المحاربين القدامى الجامعة إلى قائمة «الجامعات المعتمدة» والتي سمحت للمحاربين القدامى بالدراسة في المؤسسة بتمويل من حكومة الولايات المتحدة. تم إنشاء كلية الدراسات العليا عام 1947.

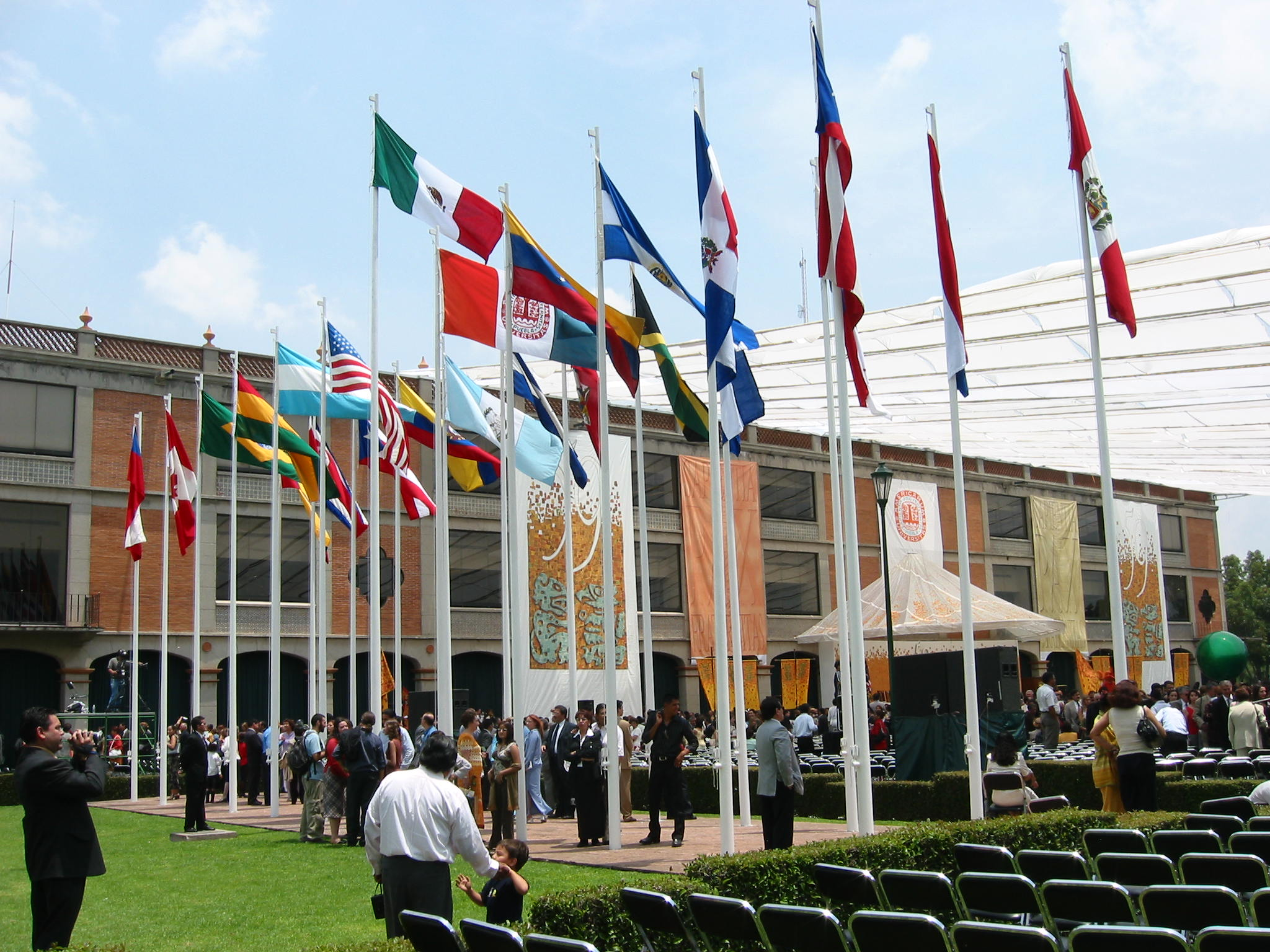
ساحة الأعلام ، خلال حفل تخرج جامعة الأمريكتين بويبلا.

### الخمسينيات
تم قبول الجامعة من قبل اتحاد كليات تكساس كمؤسسة خارجية في عام 1951. في عام 1959، أصبحت الجامعة، في ذلك الوقت فقط عبر جمهورية المكسيك، عضوًا في الرابطة الجنوبية للكليات والمدارس (SACS).

### الستينيات
في عام 1963 غيرت الجامعة اسمها إلى «جامعة الأمريكتين». تم تقسيم المؤسسة إلى ثلاث مدارس: كلية مكسيكو سيتي وكلية الآداب والعلوم وكلية الدراسات العليا. في عام 1967، قدمت مؤسسة ماري ستريت جنكينز جنبًا إلى جنب مع وكالة التنمية الدولية الموارد المالية لبناء حرم جامعي جديد في بلدية سان أندريس تشولولا، بويبلا. في عام 1968 قررت الجامعة تغيير اسمها إلى ترجمتها الإسبانية "Universidad de las Américas".

### السبعينيات
انتقلت جامعة Universidad de las Américas إلى حرمها الجامعي الجديد في مدينة تشولولا، بويبلا في عام 1970. تم إنشاء مدرستين أخريين: معهد التكنولوجيا (الآن كلية الهندسة) في عام 1971 ومدرسة الاقتصاد وعلوم الأعمال في عام 1978.

### الثمانينيات
تم إنشاء معهد الدراسات المتقدمة في عام 1986 وفي عام 1988 أصبحت كلية العلوم الإنسانية والاجتماعية كيانين منفصلين. في عام 1989 تم إنشاء كلية العلوم.

### 1990
تم بناء مختبرات العلوم الجديدة، بالإضافة إلى مبنى جديد لكلية العلوم الإنسانية. في عام 1994، أصبحت واحدة من أوائل الجامعات في المكسيك التي لديها اتصال صوتي وبيانات بالشبكة. في عام 1997 أعيد تصميم المكتبة وسمح بالوصول الرقمي للطلاب.

### 2000
تم إنشاء معامل جديدة للهندسة الكيميائية. تم إنشاء برنامجين للدكتوراه، أحدهما في الاقتصاد والآخر في علوم الكمبيوتر. في عام 2002، تم إنشاء معهد السياسة العامة وكذلك مركز التنمية الإقليمية. تم إنشاء معمل اتصالات بصرية جديد لمركز أبحاث تكنولوجيا الأتمتة. تم الانتهاء من مجمع CAIL ، تعلم اللغة والبحث (Conjunto para el Aprendizaje e Investigación en Lenguas) في عام 2005. تم إنشاء مدرسة ريال مدريد لكرة القدم.
في عام 2006، تم افتتاح 11 درجة بكالوريوس جديدة و 9 برامج ماجستير، بما في ذلك البرامج المبتكرة على المستوى الجامعي في تقنية النانو والهندسة الجزيئية وفنون الطهي. تم الإعلان عن إطلاق البرامج الأكاديمية لعام 2007 في العلوم الصحية: الطب وطب الأسنان والتمريض. في عام 2011، تم افتتاح محطة معالجة المياه المتبقية.

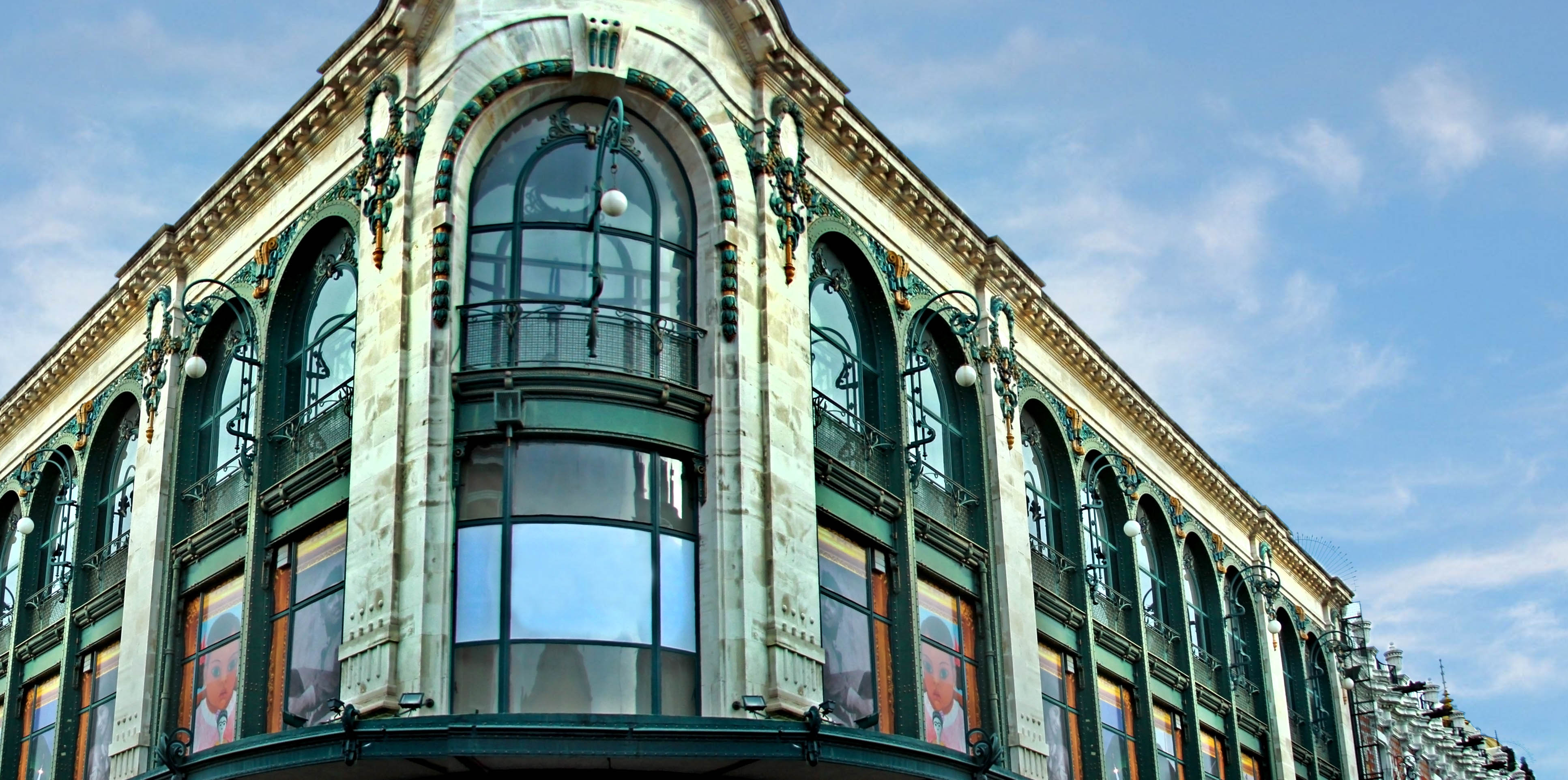
كابيلا ديل آرتي (Art Chapel) في المركز التاريخي لمدينة بويبلا.

#### كابيلا ديل آرتي
تم افتتاح Capilla del Arte (Art Chapel) من قبل جامعة الأمريكتين بويبلا في المركز التاريخي لمنطقة Puebla في مدينة Puebla. يوجد بها معرض للفن المعاصر ومركز ثقافي وقاعة محاضرات للبرامج الثقافية للموسيقى والرقص والمسرح والأفلام والأدب والفنون لربط مجتمع بويبلا بالطلاب والأساتذة والفنانين.  يقع في مبنى تجاري تاريخي على طراز فن الآرت نوفو يعود إلى عام 1910، تم تشييده في الأصل لمتجر حصري متعدد الأقسام La Ciudad de México ، ثم يضم لاحقًا متجرًا مكسيكيًا آخر متعدد الأقسام، Fábricas de Francia . 

## حرم الجامعة

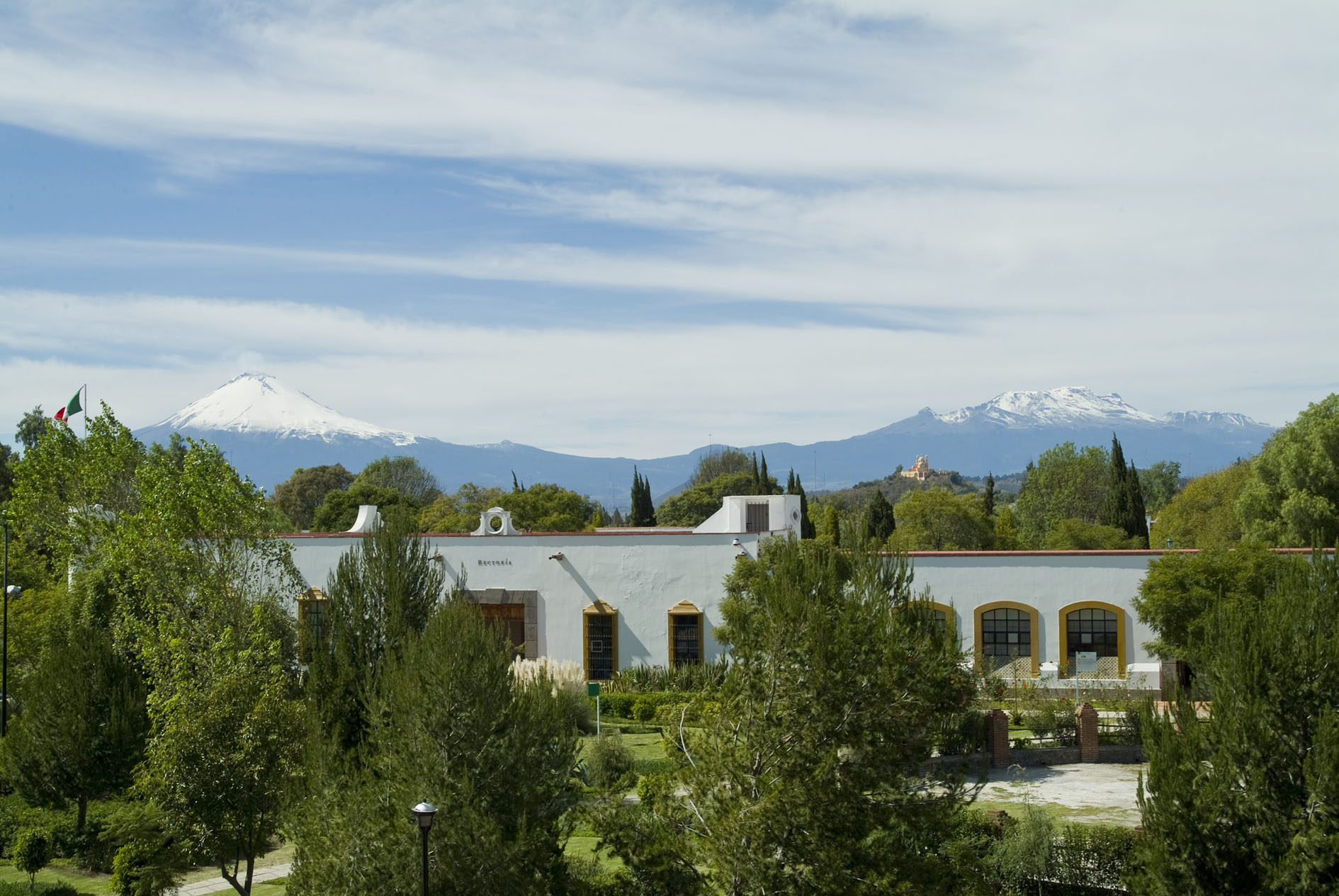
منظر لبراكين Popocatépetl و Iztaccíhuatl من الحرم الجامعي.

يتكون الحرم الجامعي من 38 مبنى على مساحة 180 فدانًا (728000 متر مربع)، على بعد 12 ميلاً (19 كيلومترات) غرب وسط مدينة بويبلا، وأقل من ميلين جنوب وسط مدينة تشولولا. تشتمل المباني الـ 38 على 6 مبانٍ للفصول الدراسية، ومبنيين للمختبرات، و 3 مهاجع داخل الحرم الجامعي، ومهجع خارج الحرم الجامعي، وملعبان لكرة القدم، وملعب كرة قدم واحد، وملعب بيسبول، وصالتان للألعاب الرياضية، وملاعب تنس، وكافيتريات، ومكتبة واحدة، وطالب واحد المركز، 1 قاعة المحاضرات، المكاتب وسكن الأساتذة. تم بناء الحرم الجامعي على ما كان يُعرف في الأصل باسم Hacienda de Santa Catarina Mártir.

### الإسكان
تتميز جامعة الأمريكتين في بويبلا، الفريدة من نوعها في المكسيك، بنظام إسكان مشابه جدًا لتلك الموجودة في الولايات المتحدة، حيث كان أسلافها أنظمة الإسكان ييل وهارفارد. يوجد بالجامعة 4 كليات سكنية، سميت على اسم بعض أهم الأشخاص في تاريخ جامعة الأمريكتين بويبلا. الكليات الأربع هي: كليات كاين موراي وراي ليندلي وإغناسيو برنال وخوسيه جاوس.

## أكاديميون

### المدارس والأقسام

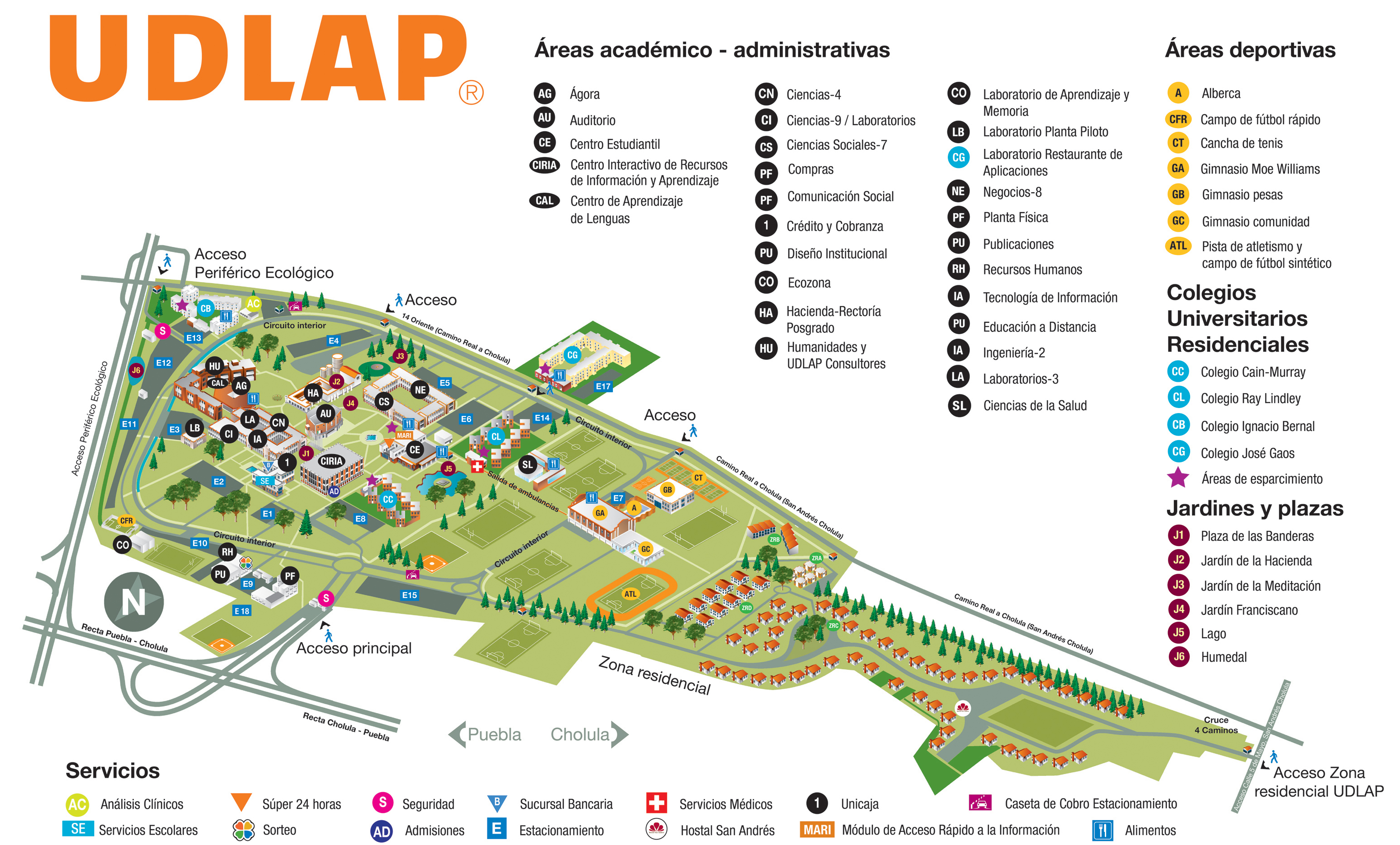
خريطة الحرم الجامعي جامعة الأمريكتين بويبلا Universidad de las Américas Puebla.

اعتبارًا من ديسمبر 2005، تم دمج كلية العلوم الاجتماعية وكلية الآداب والعلوم الإنسانية، وكذلك كلية الهندسة وكلية العلوم، لتشكيل مدرستين جديدتين كجزء من خطة مؤسسية لتقديم تعليم أوسع للطلاب. كما انضم قسم الاقتصاد إلى كلية إدارة الأعمال التي غيرت اسمها إلى كلية العلوم الاقتصادية والإدارية. في مارس 2006، غيرت هذه المدرسة اسمها مرة أخرى إلى شكلها الحالي.
- كلية العلوم الاجتماعية
- مدرسة الآداب والعلوم الإنسانية
- مدرسة الهندسة
- مدرسة العلوم
- كلية إدارة الأعمال والاقتصاد
- كلية الدراسات العليا والبحوث
- وزارة الشؤون الدولية

### الأبحاث
في المكسيك، يتم إجراء البحوث الجامعية بشكل عام في الجامعات العامة أو في المؤسسات البحثية المحددة. ومع ذلك، تعد جامعة الأمريكتين بويبلا واحدة من الجامعات الخاصة القليلة في البلاد التي تستثمر قدرًا معقولًا من الموارد في البحث. ما يقرب من 25 ٪ من الأساتذة في جامعة الأمريكتين بويبلا هم أعضاء في النظام الوطني للباحثين. يشرفون على العديد من الموضوعات في كل من المستويين الجامعي والدراسات العليا، مما يسهل مشاركة الطلاب في المشاريع البحثية التي تبدأ في الفصول الدراسية الأولى.
ينعكس العمل البحثي جامعة الأمريكتين بويبلا في المنشورات العلمية. بين عامي 2009 و 2011، تم إنتاج 364 عملاً. كان هناك 330 منشوراً، تشمل مقالات إعلامية، ومقالات محكمة، وأوراق مؤتمرات، وفصول من كتب وأطروحات.

### الترتيب
في دراسة سنوية المقدمة من صحيفة مكسيكية اليونيفرسال ، أعطيت جامعة الأمريكتين بويبلا أفضل درجة من الجامعات في منطقة العاصمة بويبلا، قبل الجامعات مثل UPAEP ، BUAP أو الأيبيرية بويبلا. كما أنها رابع أفضل جامعة خاصة في البلاد، والتاسع بشكل عام. ذكرت نفس الدراسة أيضًا أن أرباب العمل وضعوا الجامعة في المرتبة الثانية، فقط بعد جامعة المكسيك الوطنية، UNAM ، وأنه في تقييم المعلم، تم وضع جامعة بويبلا في المرتبة الثالثة، بعد UNAM و ITAM.

## رياضات

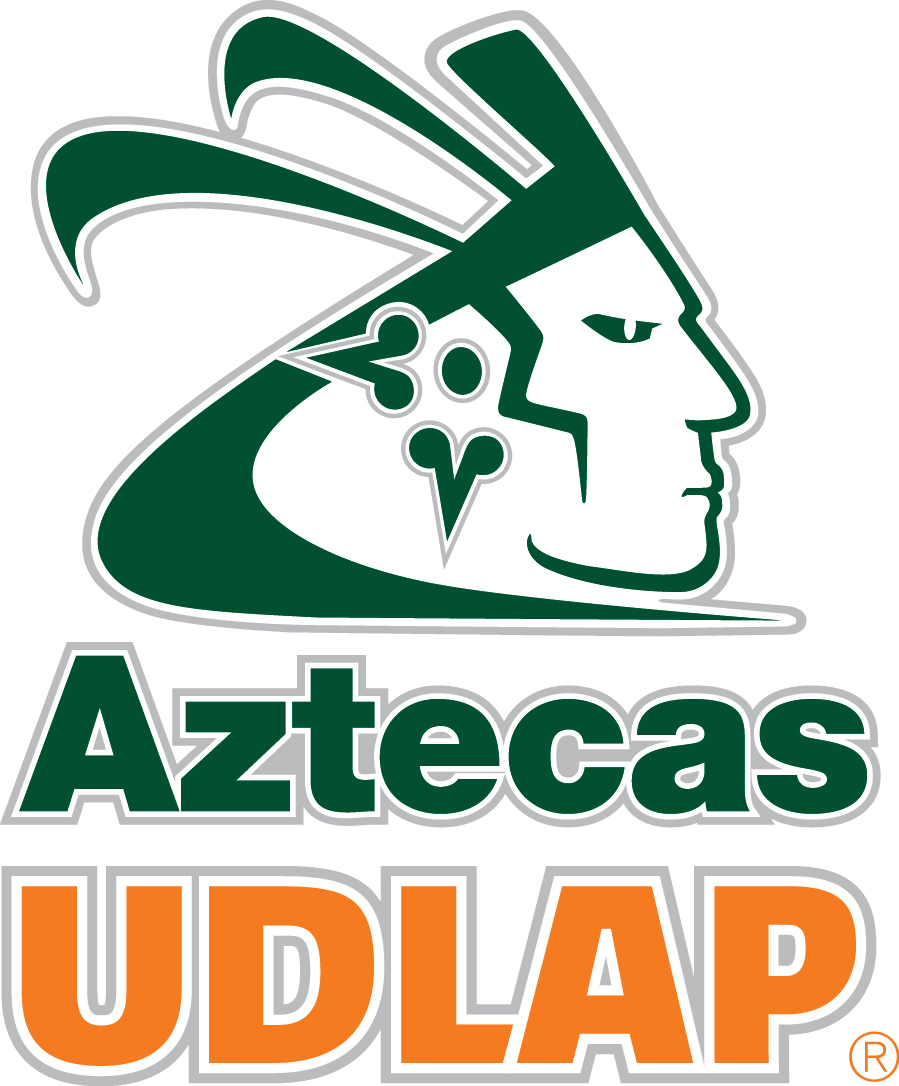
شعار Aztecas جامعة الأمريكتين بويبلا ل

تسمى فرق جامعة لاس أمريكا الرياضية بفرق الأزتك. فاز فريق كرة القدم الأمريكي بثلاث بطولات في الدوري الوطني (ONEFA)، ويلعب حاليًا في الدوري الإنجليزي الممتاز للكوناديب. تم اختيار الجامعة كموقع للمدرسة الإسبانية الثالثة لكرة القدم للشباب التابعة لريال مدريد في الخارج، وبدأت أنشطتها في 7 فبراير 2005. فريق كرة السلة للرجال جامعة الأمريكتين بويبلا هو بطل عام 2006 في ولاية بويبلا.

## حقل المسار
أهم رياضي في تاريخ سباقات المضمار والميدان هو هيرمان آدم، وهو رياضي مكسيكي ولد في بوزا ريكا في 2 أغسطس 1965. شارك في الألعاب الأولمبية في سيول 1988 وفي برشلونة 1992 وفي بطولة العالم لألعاب القوى بطوكيو 1991 ومسابقات دولية أخرى. تشمل تخصصاته الرياضية سباقات الوثب الطويل 100 م و 200 م و 400 م و 4 × 100 م و 4 × 400 م التتابع. لا يزال رقمه القياسي 10.39 ثانية في 100 متر في CONADEIP هو الرقم القياسي العالمي.
تشمل الفرق الحالية التي تمثل جامعة الأمريكتين بويبلا في البطولات الوطنية ما يلي:
- كرة القدم
- كرة سلة
- كرة القدم
- الكرة الطائرة
- تتبع وتمحص
- تاي كوون دو

## حقائق الجامعة
- إجمالي أعضاء هيئة التدريس: 763 عضوًا، 44٪ بدوام كامل، 25٪ ينتمون إلى النظام الوطني للباحثين (SNI) [10]
- مجموع الطلاب: أكثر من 8000 ؛ في عام 2004 تم قبول 1647 طالبًا جديدًا، منهم 250 دوليًا. أربعون في المائة من الطلاب يتلقون مساعدات مالية من الجامعة.[11]
- برامج الدراسة في الخارج: يتم تقديم الدراسة الدولية في أكثر من 300 جامعة في 30 دولة.[12]
- الطلاب الأجانب: جاء 1114 طالبًا دوليًا إلى الجامعة كطلاب تبادل.

## درجات الشرف
فيما يلي قائمة ببعض الدرجات الفخرية التي تمنحها جامعة لاس أمريكا:
- د. ويليام ريتشاردسون: حاكم ولاية نيو مكسيكو، الولايات المتحدة
- د. خوزيه جوليان سيداوي: نائب محافظ بنك المكسيك
- د. ماريو مولينا: عالم وحائز على جائزة نوبل في الكيمياء
- د. إنريكي ف. إغليسياس: رئيس بنك التنمية للبلدان الأمريكية

## أنشطة الجامعة

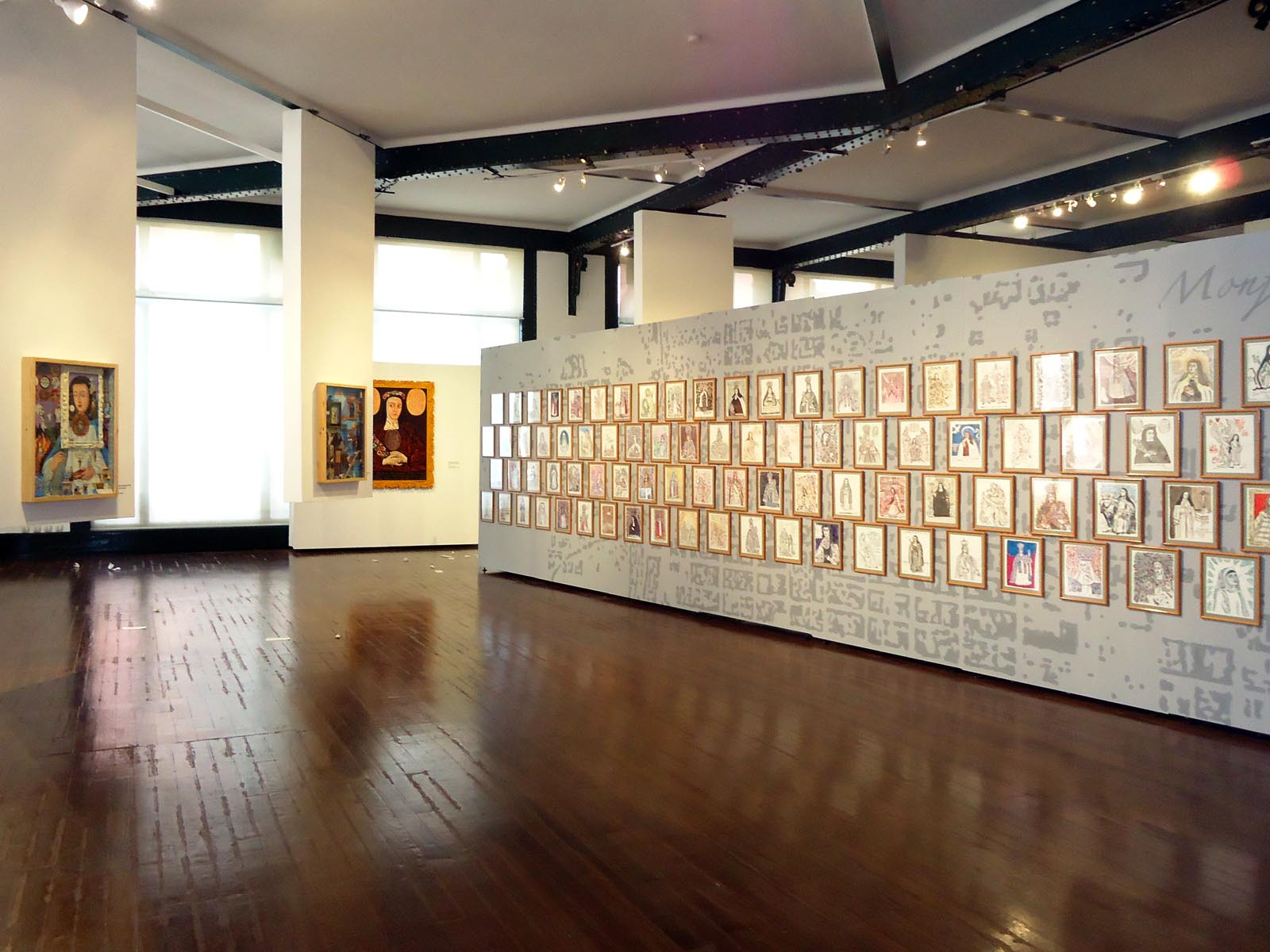
معرض في Capillla del Arte جامعة الأمريكتين بويبلا.

تقدم جامعة الأمريكتين بويبلا مجموعة واسعة من الأحداث داخل الحرم الجامعي مثل الأحداث الأكاديمية والثقافية والرياضية، وهي مفتوحة لكل من الطلاب والمجتمع المحلي. يعقد مؤتمر نوبل جامعة الأمريكتين بويبلا مرتين في السنة. في هذا المؤتمر الفائزون بجائزة نوبل مدعوون للحديث عن عملهم وعن تجربتهم في الفوز بجائزة نوبل.
على الجانب الثقافي، تقدم جامعة الأمريكتين بويبلا مجموعة واسعة من الأنشطة في مواقع مختلفة. La Casa del Caballero Aguila و La Capilla del Arte جامعة الأمريكتين بويبلا هما متحفان للجامعة يقدمان الحفلات الموسيقية والمعارض الفنية والمحاضرات.
بدءًا من صيف 2007، استضافت جامعة الأمريكتين بويبلا برنامجًا صيفيًا لرفع مستوى طلاب الصف الثامن إلى العاشر من خلال CTY ، مركز جونز هوبكنز للشباب الموهوبين.

## هيئة تدريس بارزة
- لويس إرنستو ديربيز
- نورا لوستج
- روي ر. روبوتوم الابن، رئيس 1971-73